# キョウエイギア
キョウエイギア (Kyoei Gere) とは、日本の競走馬、種牡馬。主な勝ち鞍に2016年のジャパンダートダービー。

## 経歴
- 特記事項なき場合、本節の出典はJBISサーチ[4]

### 競走馬時代
2015年9月21日、阪神競馬場での2歳新馬戦でデビューし、3着。2戦目で勝ち上がり、続くダートグレード競走の北海道2歳優駿ではタイニーダンサーの4着。その後、寒椿賞3着、樅の木賞5着となりこの年を終える。3歳となった2016年、初戦の500万下条件戦2着のあと、2月28日のくすのき賞は3番手からの競馬を制して2勝目。続く伏竜ステークス、青竜ステークスはそれぞれ5着、3着だったが、青竜ステークスからの連闘で挑んだ鳳雛ステークスは好位から抜け出して3勝目を飾った。迎えたジャパンダートダービーは先行の競馬から直線で先頭に立って後続を突き放し、逃げ粘るケイティブレイブに4馬身差をつけ優勝した。この勝利は、エスプリシーズによる2004年の川崎記念以来となる青森産馬のG1競走制覇であった。秋はシリウスステークス8着、みやこステークス7着と2戦続けて6着以下に終わったばかりか、みやこステークスのレース後には右トモの遠位端骨折を発症。そのまま休養に入ったが、レースに復帰することなく、2019年2月7日付で競走馬登録を抹消された。

### 引退後
引退後は、青森県階上町のワールドファームにおいて種牡馬となった。2023年9月5日付で用途変更となり、その後はワールドファームにて引退名馬繋養展示事業の助成対象馬として引き続き繋養される。

## 競走成績
以下の内容は、JBISサーチ、netkeiba.comに基づく。
| 競走日     | 競馬場 | 競走名                 | 格     | 距離（馬場）  | 頭 数 | 枠 番 | 馬 番 | オッズ （人気） | 着順 | タイム （上り3F） | 着差 | 騎手            | 斤量 [kg] | 1着馬（2着馬）         | 馬体重 [kg] |
| ---------- | ------ | ---------------------- | ------ | ------------- | ----- | ----- | ----- | --------------- | ---- | ----------------- | ---- | --------------- | --------- | ---------------------- | ----------- |
| 2015.09.21 | 阪神   | 2歳新馬                |        | ダ1800m（良） | 9     | 1     | 1     | 008.90（6人）   | 03着 | R1:57.3（38.8）   | -0.6 | 中谷雄太        | 54        | マイネルアトゥー       | 478         |
| 0000.10.03 | 阪神   | 2歳未勝利              |        | ダ1800m（重） | 16    | 5     | 10    | 005.30（3人）   | 01着 | R1:54.8（39.1）   | -0.8 | 中谷雄太        | 55        | （ラニ）               | 478         |
| 0000.11.05 | 門別   | 北海道2歳優駿          | JpnIII | ダ1800m（稍） | 10    | 5     | 5     | 005.80（3人）   | 04着 | R1:56.2（40.1）   | -0.5 | 中谷雄太        | 55        | タイニーダンサー       | 484         |
| 0000.12.05 | 中京   | 寒椿賞                 | 500    | ダ1400m（良） | 13    | 4     | 5     | 007.00（4人）   | 03着 | R1:24.8（37.3）   | -0.3 | 中谷雄太        | 55        | クリスタルタイソン     | 478         |
| 0000.12.19 | 阪神   | 樅の木賞               | 500    | ダ1800m（良） | 12    | 8     | 14    | 008.60（2人）   | 05着 | R1:53.6（38.1）   | -1.0 | 川田将雅        | 55        | スマートシャレード     | 472         |
| 2016.01.05 | 中山   | 3歳500万下             |        | ダ1800m（良） | 16    | 2     | 3     | 004.40（1人）   | 02着 | R1:55.1（37.0）   | -0.0 | 池添謙一        | 56        | マイネルバサラ         | 468         |
| 0000.02.28 | 小倉   | くすのき賞             | 500    | ダ1700m（稍） | 16    | 6     | 12    | 002.50（1人）   | 01着 | R1:46.5（38.4）   | -0.3 | 中谷雄太        | 56        | （コウエイエンブレム） | 472         |
| 0000.04.03 | 中山   | 伏竜S                  | OP     | ダ1800m（稍） | 15    | 5     | 9     | 023.00（7人）   | 05着 | R1:53.2（39.1）   | -0.8 | 中谷雄太        | 56        | ストロングバローズ     | 476         |
| 0000.05.15 | 東京   | 青竜S                  | OP     | ダ1600m（良） | 12    | 8     | 11    | 022.00（6人）   | 03着 | R1:37.3（36.3）   | -0.4 | 中谷雄太        | 56        | グレンツェント         | 478         |
| 0000.05.22 | 京都   | 鳳雛S                  | OP     | ダ1800m（良） | 10    | 3     | 3     | 005.80（4人）   | 01着 | R1:51.3（36.8）   | -0.0 | 松若風馬        | 56        | （マイネルバサラ）     | 480         |
| 0000.07.13 | 大井   | ジャパンダートダービー | JpnI   | ダ2000m（良） | 12    | 5     | 7     | 014.20（4人）   | 01着 | R2:05.7（38.5）   | -0.9 | 戸崎圭太        | 56        | （ケイティブレイブ）   | 485         |
| 0000.10.01 | 阪神   | シリウスS              | GIII   | ダ2000m（稍） | 11    | 4     | 4     | 004.90（3人）   | 08着 | R2:03.5（38.1）   | -1.8 | M. デムーロ     | 56        | マスクゾロ             | 496         |
| 0000.11.06 | 京都   | みやこS                | GIII   | ダ1800m（良） | 16    | 3     | 5     | 020.30（8人）   | 07着 | R1:51.0（37.2）   | -0.9 | M. バルザローナ | 57        | アポロケンタッキー     | 496         |

## 血統表
| キョウエイギアの血統          | キョウエイギアの血統                                 | キョウエイギアの血統            | （血統表の出典）                | （血統表の出典） |
| 父系                          | ヘイロー系                                           | ヘイロー系                      | ヘイロー系                      | [ § 2 ]          |
| 父 ディープスカイ 2005 栗毛   | 父の父アグネスタキオン 1998 栗毛                     | サンデーサイレンス              | Halo                            | Halo             |
| 父 ディープスカイ 2005 栗毛   | 父の父アグネスタキオン 1998 栗毛                     | サンデーサイレンス              | Wishing Well                    |                  |
| 父 ディープスカイ 2005 栗毛   | 父の父アグネスタキオン 1998 栗毛                     | アグネスフローラ                | *ロイヤルスキー                 | *ロイヤルスキー  |
| 父 ディープスカイ 2005 栗毛   | 父の父アグネスタキオン 1998 栗毛                     | アグネスフローラ                | アグネスレディー                |                  |
| 父 ディープスカイ 2005 栗毛   | 父の母アビ Abi 1995 栗毛                             | Chief's Crown                   | Danzig                          | Danzig           |
| 父 ディープスカイ 2005 栗毛   | 父の母アビ Abi 1995 栗毛                             | Chief's Crown                   | Six Crowns                      |                  |
| 父 ディープスカイ 2005 栗毛   | 父の母アビ Abi 1995 栗毛                             | Carmelized                      | Key to the Mint                 | Key to the Mint  |
| 父 ディープスカイ 2005 栗毛   | 父の母アビ Abi 1995 栗毛                             | Carmelized                      | Carmelize                       |                  |
| 母 ローレルアンジュ 1999 鹿毛 | 母の父*パラダイスクリーク Paradise Creek 1989 黒鹿毛 | Irish River                     | Riverman                        | Riverman         |
| 母 ローレルアンジュ 1999 鹿毛 | 母の父*パラダイスクリーク Paradise Creek 1989 黒鹿毛 | Irish River                     | Irish Star                      |                  |
| 母 ローレルアンジュ 1999 鹿毛 | 母の父*パラダイスクリーク Paradise Creek 1989 黒鹿毛 | North Of Eden                   | Northfields                     | Northfields      |
| 母 ローレルアンジュ 1999 鹿毛 | 母の父*パラダイスクリーク Paradise Creek 1989 黒鹿毛 | North Of Eden                   | *ツリーオブノレッジ             |                  |
| 母 ローレルアンジュ 1999 鹿毛 | 母の母スマートダーリン 1982 鹿毛                     | Alyder                          | Raise a Native                  | Raise a Native   |
| 母 ローレルアンジュ 1999 鹿毛 | 母の母スマートダーリン 1982 鹿毛                     | Alyder                          | Sweet Tooth                     |                  |
| 母 ローレルアンジュ 1999 鹿毛 | 母の母スマートダーリン 1982 鹿毛                     | Smartaire                       | Quibu                           | Quibu            |
| 母 ローレルアンジュ 1999 鹿毛 | 母の母スマートダーリン 1982 鹿毛                     | Smartaire                       | Art Teacher                     |                  |
| 母系(F-No.)                   | スマートダーリン(USA)系(FN:A13)                      | スマートダーリン(USA)系(FN:A13) | スマートダーリン(USA)系(FN:A13) | [ § 3 ]          |
| 5代内の近親交配               | Northern Dancer 5 × 5 = 6.25％                       | Northern Dancer 5 × 5 = 6.25％  | Northern Dancer 5 × 5 = 6.25％  | [ § 4 ]          |
| 出典                          | 1. 2. 3. 4.                                          | 1. 2. 3. 4.                     | 1. 2. 3. 4.                     | 1. 2. 3. 4.      |

- 母・ローレルアンジュはエンプレス杯優勝[13]。